# Absetzerscheinung
Der Begriff Absetzerscheinungen (auch Absetzsymptome/-syndrome) bezeichnet die bei starker Reduzierung oder Absetzen eines Medikamentes auftretenden Symptome und zählt zu den unerwünschten Nebenwirkungen.
Auch die körperlichen und psychischen Entzugserscheinungen von psychotropen Medikamenten und dem anderer psychotroper Substanzen (Drogen) sind Absetzerscheinungen (siehe: Abhängigkeit).
Die Stärke von Absetzerscheinungen reicht von objektiv nicht feststellbar bis lebensgefährlich. Sie treten in Form von nachgelagerten, verstärkten Nebenwirkungen der eingenommenen Substanzen oder als ganz neue Symptome auf. Beschwerden, gegen die ein Medikament helfen sollte, können nach dem Absetzen verstärkt zu Tage treten (siehe: Reboundeffekt). Dies wird jedoch nicht zu den Absetzerscheinungen im engeren Sinne gezählt, wenn sich die Beschwerden in der Stärke nicht wesentlich von dem Zustand vor Einnahme des Medikamentes unterscheiden (die Beschwerden also nur auf die zu behandelnde Krankheit zurückzuführen sind). Zur Verhinderung von Absetzerscheinungen bedient man sich häufig der therapeutischen Methode des Ausschleichens.
Absetzerscheinungen können durch eine Vielzahl von Faktoren verursacht werden, wie z. B. die Dauer der medikamentösen Behandlung, die Dosis, die Vorgeschichte des Patienten, die Eigenschaften des Medikamentes und die individuelle Empfindlichkeit des Patienten.
Bei einigen Medikamenten sind die Absetzerscheinungen mit der Zeit immer schlimmer und können zu schwerwiegenden und unerwünschten Nebenwirkungen führen. Einige Medikamente, die zur Behandlung von Depressionen eingesetzt werden, können zu schwerwiegenden Absetzerscheinungen führen, wenn sie abrupt abgesetzt werden.
Unter Berücksichtigung der individuellen Empfindlichkeit des Patienten und der Eigenschaften des Medikamentes, ist es wichtig, dass das Absetzen des Medikamentes unter ärztlicher Aufsicht erfolgt, um das Risiko möglicher schwerwiegender Komplikationen zu minimieren. In solchen Fällen kann der Arzt beispielsweise eine langsame Dosisreduktion vorschlagen, um das Risiko möglicher schwerwiegender Absetzerscheinungen zu minimieren.

## Verwendung des Begriffs
Konzeptuell werden die Begriffe Absetzerscheinung und Entzugserscheinungen bzw. Entzugssymptomen/-syndromen in der Fachliteratur teilweise synonym gebraucht.
Der Begriff ist nicht nach dem internationalen Klassifikationssystem ICD genormt und erst in neuerer Zeit vermehrt aufgetreten, vor allem im Zusammenhang mit Antidepressiva der Gruppen SSRI, SNRI etc. In der aktuellen deutschen Version der ICD (ICD-10-GM) treten die Begriffe Entzugssymptom und Entzugssyndrom ebenfalls nicht als Diagnose auf, werden jedoch in den Kommentierungen gebraucht. Da dies jedoch nur in Bezug auf abhängigkeitserzeugende Substanzen geschieht und dies auch dem lange gewohnten Gebrauch entspricht, entstünden Verwechslungsprobleme, wenn man die entsprechenden Symptome bei nicht-abhängigkeitserzeugenden Substanzen ebenso benennen würde; vor allem (aber nicht nur) Laien könnten die entsprechenden Substanzen fälschlicherweise für abhängigkeitserzeugend halten.
Im Englischen findet eine solche Unterscheidung formal nicht statt und man spricht allgemein von withdrawal syndrome/symptoms. Im nationalen (aber international gebrauchten) nordamerikanischen Klassifikationssystem von psychischen Störungen, DSM wird ebenfalls ganz allgemein von withdrawal (symptoms) gesprochen. Es werden hier lediglich die Begriffe discontinuation syndrome und abstinence syndrome als Synonyme angeführt. Abstinence syndrome wird dabei in der Praxis vor allem im Zusammenhang mit Erscheinungen während der Peri- und Neonatalperiode gebraucht; discontinuation syndrome vor allem in Bezug auf die Erscheinungen nach Nicht-Fortsetzen der Einnahme gewisser nicht-abhängigkeitserzeugender Substanzen (non-addictive drugs).

## Beispiele
- SSRI-Absetzsyndrom
- Alkoholentzugssyndrom